# 브라질청서
브라질청서 또는 기니청서(학명 : Sciurus aestuans)는 다람쥐과 청서속에 속하는 설치류의 일종이다. 아르헨티나 북동부 지역과 브라질, 가이아나, 프랑스령 기아나, 수리남, 베네수엘라 등 남아메리카 지역에서 발견된다. 짙은 갈색을 띠며, 주로 과일과 견과류 등을 먹지만 새알이나 새 새끼를 먹기도 한다.

## 아종
10종의 아종이 알려져 있다.
| - S. a. aestuans - S. a. alphonsei - S. a. garbei - S. a. georgihernandezi - S. a. henseli | - S. a. ingrami - S. a. macconnelli - S. a. poaiae - S. a. quelchii - S. a. venustus |